# Ninomiya Masayuki
Ninomiya Masayuki (Tokio, 1938) escritor, traductor y profesor honorario japonés de la Universidad de Ginebra, antiguo profesor del Institut national des langues et civilisations orientales (1969-1998) y de la Université de Paris III (1976-1989).

## Publicaciones
- Kobayashi Hideo no koto de Kobayashi Hideo, Iwanami Shoten, Tokyo, 2000. (Geijutsu-enshô Monbu-kagaku daijin-shô, 2001).
- La pensée de Kobayashi Hideo - Un intellectuel japonais au tournant de l'Histoire, (1989, INALCO, Paris), Droz, Genève, 1995.
- Watashi no naka no Sharutoru/Chartres au cœur de ma mémoire, Chikuma Shobō, Tokyo, 1990. (Nihon esseisuto kurabu shô, 1991).
- Traduction en japonais de la Correspondance André Gide-Paul Valéry, 2 Vol. Chikuma Shobō, Tôkyô, 1986.
- Premiers principes de japonais naruhodo

- Datos: Q643212